# Francesco Albera
Francesco Antonio Leopoldo Albera (Oleggio, 13 novembre 1854 – Piazza Brembana, 29 gennaio 1911) è stato uno scultore italiano.

## Biografia
Francesco nacque dall'omonimo Francesco proprietario terriero, e da Maria Teresa Castini semplice contadina. Fu un artista che visse la sua gioventù viaggiando e spostandosi senza avere un luogo stabile di residenza fino a quando incontrò il fotografo-scultore piazzese Eugenio Goglio. Insieme frequentarono la scapigliatura milanese, e fu proprio grazie a questa amicizia che l'artista si avvicinò al territorio della Val Brembana fermandosi a dimorare a Piazza Brembana.
Dedicò la sua arte in particolare per decorazioni religiose nonché per la decorazione in stile liberty di balconi e finestre per le abitazioni private. Tra le sue opere vi è la statua in marmo di San Giovanni Battista nella chiesa di San Giovanni Battista di Brembilla, nonché le dodici statue raffiguranti gli apostoli conservate lungo l'interno della chiesa di Zogno dedicata a San Lorenzo Martire, probabilmente commissionate e donate da alcuni privati; sei delle statue hanno una conformazione neoclassica mentre le rimanenti sono in stile libero: i santi Pietro, Paolo Giovanni Andrea a Giacomo il Maggiore si presentano infatti dai lineamenti sereni e dell'armonia nei movimenti del corpo, contrariamente i santi Taddeo, Simone Bartolomeo e Giacomo il Minore pare abbiano un conformazione del corpo più muscolosa con i lineamenti del viso maggiormente marcati e tormentati, sofferenti.
Dell'Albera è anche la statua in rame posta sulla punta della torre campanaria nel 1892. Inizialmente la cima del campanile erano stati posti anche quattro angeli che sono stati successivamente rimossi. L'artista fece il progetto del cimitero di  San Martino di Piazza Brembana, e negli ultimi anni della sua vita si dedicò alla realizzazione di alcune statue da porre nelle cappelle funerarie, tra queste quella del Vegliardo con falce e clessidra (1910),conservata nella cappella privata della famiglia Calvi con la raffigurazione di un corteo di persone piangenti. Purtroppo la sua morte improvvisa non gli permise di vedere ultimato il suo progetto cimiteriale.
Lo scultore realizzò anche le statue che erano poste sulla facciata della chiesa di San Rocco di Mezzoldo, poi rimosse nel 1944 durante i lavori di restauro. Eseguì anche lavori di stuccatura nella chiesa di Sant'Antonio Abate del comune di Valtorta. L'artista fu molto rispettato nell'ambiente della Val Brembana, per questo invitato a realizzare molte opere sul territori. Venne invitato a aiutare l'ingegnere Santo Calvi nella realizzazione della torre campanaria della chiesa di San Bernardo con la formazione della statua della Madonna Immacolata posta sulla punta.